# Сибірський хаскі

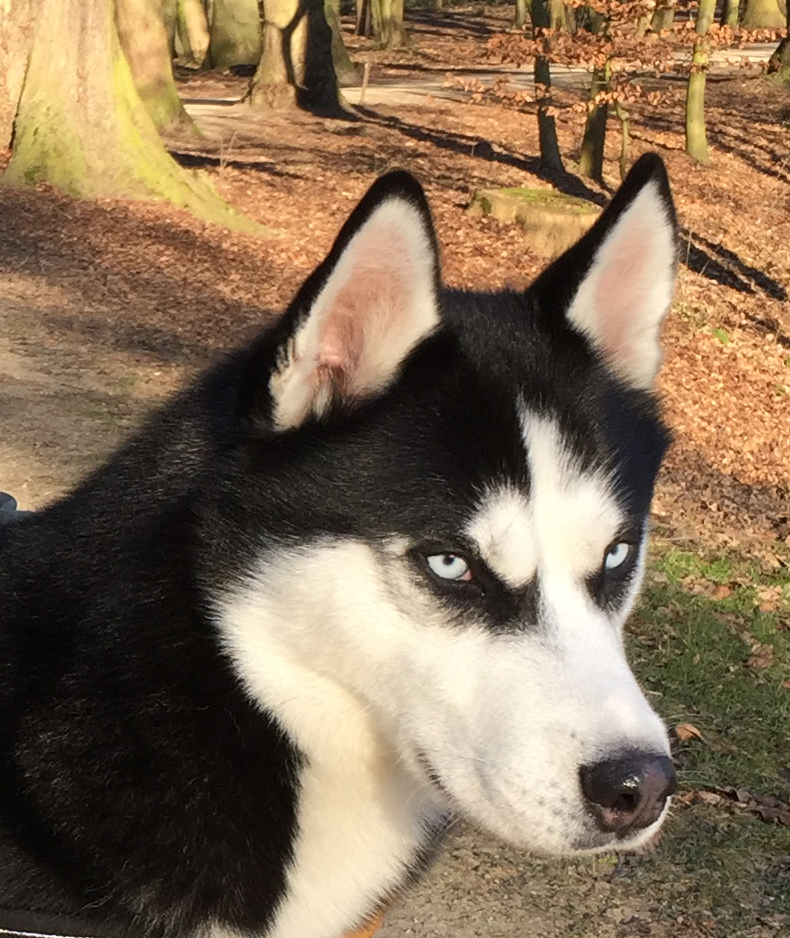

Сибірський хаскі — порода собак, заводська спеціалізована порода, отримана американськими кінологами у 30-х роках 20-го століття, як їздова собака.

## Загальні відомості
Сибірський хаскі — це середнього розміру робочий собака. Його характерний алюр рівний і гармонійний. Він відмінно виконує свою початкову функцію в упряжці, перевозячи невеликий вантаж на середній швидкості на значні відстані. Це незвичайно розумні тварини. Хаскі не люблять самоти. Ці собаки відчувають себе дуже добре в компанії з людиною або іншим собакою. Залишені одні в квартирі або на задньому дворі, з нудьги хаскі можуть стати руйнівниками. Також, на самоті вони виють. Вони доброзичливі і товариські, але все-таки не треба забувати, що призначення цих собак — тягнути. Улюблене заняття для їздового собаки — бігти в упряжці, ці собаки не мають інстинкту охороняти. Хаскі чудово уживаються в групі собі подібних, строго дотримуючи законів ієрархії. Сутички між собаками служать лише для з'ясування стосунків. До незнайомих собак за межами своїх володінь хаскі найчастіше просто байдужі. Хаскі абсолютно позбавлений запаху і за вдачею незвичайно охайний. Шерсть Хаскі не вимагає особливого догляду, її досить вичісувати раз на тиждень, щоб собака виглядав гарно. В сибірських хаскі буває одна особливість, що відрізняє їх від більшості інших порід, — блакитні очі. Завдяки своєму темпераменту, витривалості, несприйнятності до захворювань і відмінної пристосовності до різних кліматичних умов хаскі використовують не лише як першокласного їздового собаку, але і як прекрасного компаньйона, готового супроводжувати власника в подорож на дуже далекі відстані.

## Назва породи
Термін «хаскі» походить від спотвореного «ескі» — короткої клички, якою називали ескімосів працівники Гадсонс Бей Компані. Внаслідок ця назва закріпилась за ескімоським хаскі. Це порода з густою шерстю, гострою формою морди з стоячими вухами і загнутим хвостом у формі серпа. Коли перші представники чукотських собак прибули в північну Америку, для відмінності від ескімоських Хаскі їх стали називати сибірськими хаскі, так ця назва збереглася і по сьогодні.

## Походження породи
Хаскі — американська заводська порода, офіційно зареєстрована в середині 20 ст. Предками сибірських хаскі прийнято вважати чукотських їздових собак, окремі представники яких були вивезені на Аляску на початку 20 ст. Саме на основі цих представників і створювалася нова порода.

## Стандарти породи

### Загальний вигляд
Сибірський хаскі — граціозний, швидкий і легкий в русі робочий собака середніх розмірів. Його помірно компактний корпус з густою шерстю, стоячі вуха і пухнастий хвіст говорять про північне походження. Характерні вільні і плавні рухи здаються легкими і не вимагаючими жодних зусиль. Сибірський хаскі прекрасно працює в собачій упряжці, перевозячи не важкі вантажі з середньою швидкістю на величезні відстані. Пропорційність будови відображає силу, жвавість і витривалість. Пси завжди більші, але без грубості будови; суки дрібніші, але не легші. Сибірський хаскі повинен знаходитися в робочій кондиції, з міцними і добре розвиненими м'язами.

### Зріст, вага, пропорції, будова
Висота в загривку: пси — 53-60 см, суки — 51-56 см. Вага: пси — 20-27 кг, суки — 16-23 кг. Вага пропорційна зросту. При огляді збоку довжина корпусу від плечолопаткового зчленування до сідничого горба трохи більша від висоти собаки в загривку. Вади: будь-який прояв масивності кістяка; надлишкова вага. Дискваліфікуючі вади: висота в загривку: пси — понад 60 см, суки — понад 56 см, крипторіхизм.

### Голова
Очі. Вираз очей — гострий і проникливий, але доброзичливий, зацікавлений і навіть пустотливий. Очі мигдалеподібної форми, помірно широко і ледве косо поставлені. Колір очей коричневий або блакитний; допускається будь-який з цих кольорів або їх поєднання. Вуха середнього розміру, трикутні, високо і близько поставлені. Товсті, покриті густою шерстю, злегка опуклі в задній частині, стоячі на міцних хрящах, із злегка округлими кінцями, направленими строго вгору. Черепна частина середніх розмірів, пропорційна корпусу; злегка округла і така, що звужується від очей до мочки носа. Перехід від лоба до морди добре виражений, спинка носа пряма від підстави до мочки носа. Морда середньої довжини, тобто відстань від мочки носа до переходу від лоба до морди дорівнює відстані від переходу від лоба до морди до потиличного горба. Морда середньої ширини, поступово звужується до мочки носа, не квадратна і не загострена. Мочка носа чорна у сірих, жовтувато-коричневих або чорних собак, печінкова при мідно-червоному забарвленні, при білосніжному забарвленні може бути тілесною. Допускається рожево-смугастий ніс, так званий сніговий ніс. Губи пігментовані, сухі, щільно прилеглі. Зуби: прикус ножицеподібний. Вади: надто косо або близько поставлені очі; завеликі вуха по відношенню до голови, надто широко розставлені або м'які вуха; груба, масивна, або надто легка голова; недостатньо різко виражений перехід від лоба до морди; надто груба або гостра морда; будь-який прикус, окрім ножицеподібного.

### Шия, лінія верху, корпус
Шия середньої довжини, опукла; коли собака стоїть, вона тримає шию гордовито і високо. Коли собака рухається на рисі, шия трохи витягується вперед. Груди глибокі і сильні, але не дуже широкі; найглибша точка грудної клітки знаходиться за ліктями і на їх рівні. Ребра опуклі в позвоночик, але сплощення з боків, щоб не сковувати свободу рухів. Спина пряма і міцна, лінія спини пряма від загривка до крупу, середньої довжини — не дуже коротка, не дуже довга і не слабка. Поперек міцний і сухий, вужчий, ніж грудна клітка. Живіт злегка підтягнутий. Круп злегка скошений, але не різко, щоб не заважати поштовхам задніх кінцівок. Пороки: дуже коротка, масивна, довга шия; дуже широкі або бочкоподібні груди; дуже плоскі ребра; слабка провисла або горбата спина; лінія похилої зверху. Хвіст покритий густою, довгою шерстю, посаджений ледве нижче за лінію верху, в русі собака зазвичай несе його над спиною — серпом. Піднятий хвіст не повинен загинатися на яку-небудь із сторін тіла і щільно прилягати до спини. У спокої хвіст опущений. Хвіст рівномірно покритий шерстю середньої довжини, що надає йому вигляду круглої кисті. Пороки: хвіст дуже короткий або в кільці; надмірний підвіс на хвості; дуже високо або низько посаджений хвіст.

### Пояс передніх кінцівок
Лопатки криво поставлені. Плече криво поставлене і у жодному випадку не пряме. М'язи і в'язки, що пов'язують лопатку з грудною кліткою, міцні і сильні. Передні кінцівки при огляді спереду в стійці паралельні один одному, прямі, поставлені помірно широко, з ліктями, що щільно прилеглими до корпусу, не вивернули ні назовні, ні всередину. При огляді збоку пясті злегка похилі, зап'ястя міцне і пружне. Кістяк міцний, але не грубий. Відстань від землі до ліктя трохи більше, ніж відстань від ліктя до загривка. П'яті пальці можна видаляти. Лапи овальні, але не довгі, середнього розміру, компактні, покриті густою шерстю між пальцями і подушечками. Подушечки тверді і товсті. У стійці лапи направлені вперед, без размета або клишоногості. Пороки: прямі, вільні лопатки; слабкі п'ясті; грубий кістяк; дуже широкий або вузький постав передніх кінцівок, що вивернули назовні або всередину лікті; розпущені, плоскі, дуже великі і грубі, дуже маленькі, тонкі лапи; размет або клишоногість.

### Пояс задніх кінцівок
При огляді ззаду в стійці задні кінцівки поставлені помірно широко і паралельно один одному. Стегна м'язисті і потужні, кути зчленувань колінного і скакального суглобів добре виражені, плесна короткі. Зайві пальці, якщо такі є, слід видаляти. Пороки: прямі колінні суглоби, коров'ячий, дуже широкий або дуже вузький постав задніх кінцівок.

### Шерсть
Шерстний покрив середньої довжини, густої, але не такий довгий, щоб приховувати красиво обкреслену поставу собаки. Підшерсток м'який, густий, помірно довгий. Покривна шерсть пряма і щільно прилегла, але у жодному випадку не груба і така, що не стирчить. Слід зазначити, що в теплу пору року підшерсток відсутній. Забарвлення. Допускається будь-яке забарвлення — від чорного до білосніжного. Часто на голові бувають всілякі відмітини і поцятковані малюнки, що не зустрічаються в інших порід. Допускається стрижка вусів і шерсті між пальцями і довкола лап для того, щоб надати їм акуратнішого вигляду. Пороки: довга, жорстка або кошлата шерсть; дуже груба або шовковиста на дотик; стрижка шерсті в будь-якому місці, окрім вказаних.

### Рухи
Рухи вільні і плавні, виглядають легкими, без зусиль. На рингу сибірську хаскі слід демонструвати на вільному повідку в помірно швидкій рисі для того, щоб вона показала довгий вас-мах передніх кінцівок і сильний поштовх задніх. При спостереженні спереду і ззаду на кроці сибірська хаскі не ставить лапи на одній лінії (слід в слід). При збільшенні швидкості руху кінцівки поступово сходяться під корпусом ближче до лінії центру ваги, при цьому передні і задні кінцівки виносяться строго вперед; лікті і коліна не вивертаються ні назовні, ні всередину. Задні кінцівки рухаються по одній лінії з передніми. В русі спина залишається міцною і прямою. Пороки: короткий, гарцюючий, дрібочучий крок; рухи важкі, перевалюючись, що перехрещуються або боком.

### Характер і темперамент
Темперамент. Сибірську хаскі відрізняє доброзичливий, м'який, товариський і одночасно жвавий характер. Вона не проявляє якостей, властивих сторожовим собакам, не відноситься підозріло до сторонніх і неагресивна до інших собак, а особливо до людей. Дорослі собаки дещо стримані. Розум сибірської хаскі, слухняність і легкий характер роблять її приємним компаньйоном і старанним працівником. Сибірський хаскі входить до п'ятірки найдружелюбніших до людей порід собак.

## Навчання
Під час навчання, Хаскі можуть викликати у вас труднощі. Вони — надзвичайно інтелектуальні, енергійні, але й уперті, так що потрібно бути готовим до несподіваного. Навчання повинне початися, коли собака ще молода. Перше чого потрібно навчити хаскі — це показати цуценяті, хто в домі господар. 

## Резюме
Найважливіші характеристики породи — це середній розмір, міцний кістяк, гармонійна будова, легкі і вільні рухи, густа шерсть, приємна форма голови і вух, «лисячий» хвіст і м'який характер. Собака пристосований до великих фізичних навантажень. Пороки: грубий кістяк, зайва вага; незграбні, зв'язані або невмілі рухи; довга, жорстка шерсть; масивна, груба, легка або ніжна будова. Структурні пороки, властиві всім іншим породам, також небажані в сибірської хаскі, хоча в даному стандарті вони спеціально не обумовлені. Дискваліфікуючі вади: Висота в загривку: пси — вище 60 см, суки — вище 56 см.

## Сибірський хаскі та спорт
Оскільки порода настільки поширилась в тих країнах де майже немає снігу, або й навіть зовсім немає, сибірським хаскі знайшли альтернативне заняття. Собаки займаються спільно з людиною такими видами спорту, як канікрос, байкджорінг, скіджорінг. Звісно,найулюбленішим заняттям для хаскі залишається робота в упряжці, тому навіть упряжку дещо змінили, вона тепер пристосована і для країн з теплим кліматом, оскільки замість лез на санях знаходяться колеса. Ці види спорту не лише корисні та цікаві для собаки, але й для самої людини. Хоч напрямок подібного заняття спортом в Україні з'явився нещодавно, але вже має багато прихильників. Останніми роками помітне збільшення цікавості українців до різновидів їздового спорту.